# № 8 (транспорт)
№ 8 — парусный транспорт турецкого, а затем Черноморского флота Российской империи, участник русско-турецкой войны 1828—1829 годов. Во время несения службы в составе российского флота использовался в качестве брандвахтенного судна.

## Описание транспорта
Транспортное судно с деревянным корпусом и парусным вооружением шхуны.

## История службы
Транспорт № 8 принимал участие в русско-турецкой войне 1828—1829 годов в составе турецкого флота. Во время войны был захвачен судами Черноморского флота России и включён в его состав. 
После войны транспорт нёс брандвахтенную службу на Севастопольском рейде, а в кампанию 1834 года был брандвахтой в Керченском проливе.

## Командиры судна
Командирами транспорта № 8 в составе российского флота в разное время служили:
- А. И. Тударев (1834 год)[1];
- лейтенант С. А. Кумани (1834 год)[2].